# Onciale 0145
- Papyrus
- Onciale
- Minuscules
- Lectionnaire

Le Codex 0145, portant le numéro de référence 0145 (Gregory-Aland) ε 014 (von Soden), est un manuscrit du Nouveau Testament sur parchemin écrit en écriture grecque onciale.

## Description
Le codex se compose de une folio. Il est écrit en une colonne, de 18 lignes par colonne. Les dimensions du manuscrit sont 29 x 21 cm. Les experts datent ce manuscrit du VIIe siècle,. 
C'est un manuscrit contenant le texte incomplet de l'Évangile selon Jean (6,26-31). 
Le texte du codex représenté type mixte. Kurt Aland le classe en Catégorie III. 
Lieu de conservation
Il fut conservé à la Qubbat al-Khazna à Damas en Syrie. Place actuelle du logement est inconnue.